# Lorenz Kellner

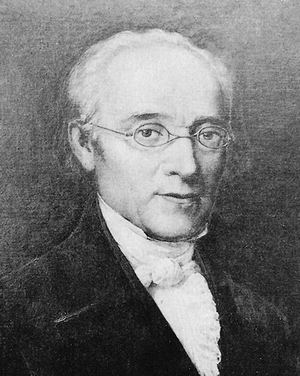
Lorenz Kellner

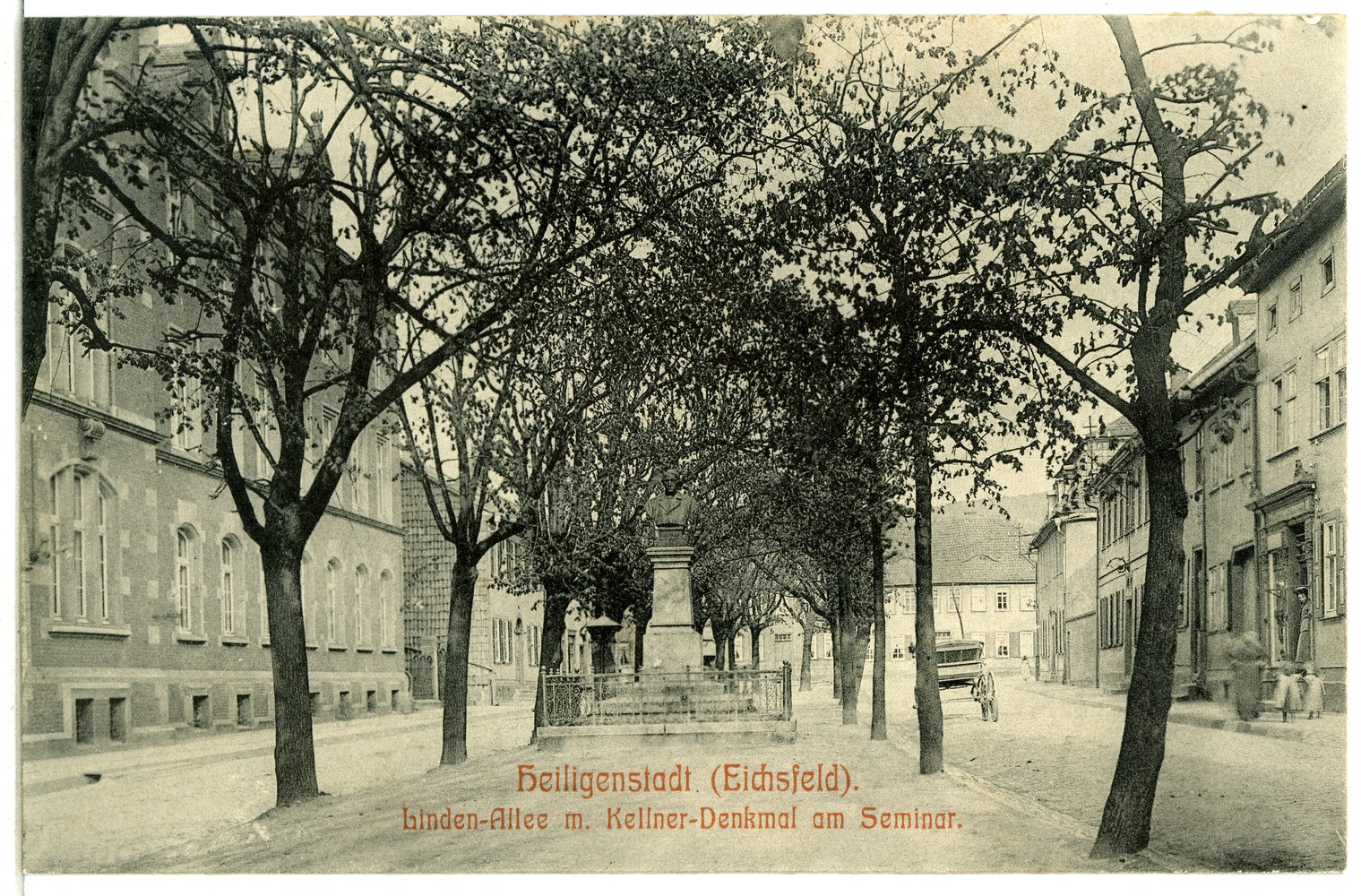
Kellner-Denkmal am Seminar in Heiligenstadt (1906)

Lorenz Kellner (* 29. Januar 1811 in Kalteneber, heute Ortsteil von Heiligenstadt; † 18. August 1892 in Trier) war ein bedeutender katholischer Pädagoge des 19. Jahrhunderts. Kellner war zudem politisch aktiv als Mitglied des Preußischen Abgeordnetenhauses (1848–1849) und des Preußischen Landtags (1867–1870).

## Leben
Der Sohn des Lehrers und Pestalozzi-Schülers Heinrich Kellner besuchte von 1816 bis 1822 die Volksschule in Heiligenstadt und von 1822 bis 1828 die Gymnasien in Heiligenstadt und Hildesheim. Ein von ihm angestrebtes Studium der katholischen Theologie konnte er aus finanziellen Gründen nicht durchführen. Stattdessen besuchte er von 1828 bis 1831 das evangelische Lehrerseminar in Magdeburg, wo er seinen Lebensunterhalt großteils durch Privatunterricht finanzierte.
Von 1831 bis 1836 war er als Lehrer an den Volksschulen in Mackenrode und Erfurt tätig, ab 1833 als Rektor. Von 1836 bis 1848 war er Seminarlehrer an dem von seinem Vater geleiteten, neu gegründeten Lehrerseminar in Heiligenstadt. Im Jahr 1838 starb seine erste Frau nach zwei Jahren Ehe. 1848 wurde er zum Regierungs- und Schulrat im Kreis Marienwerder ernannt. Von 1848 bis 1849 war er auch Mitglied des Preußischen Abgeordnetenhauses.
Von 1855 bis 1886 wirkte er als Regierungs- und Schulrat in Trier. An seinem 75. Geburtstag, dem 29. Januar 1886, wurden er und seine Grundsätze mit über 50.000 Unterschriften geehrt. Von 1867 bis 1870 war er Abgeordneter des Wahlkreises St. Wendel im Preußischen Landtag. 1871 wurde er zum Geheimen Regierungsrat ernannt. Von 1872 an war er Mitglied der Kommission für die Beratung des Volksschul- und Seminarwesens.
Im Kulturkampf zwischen preußischem Staat und römisch-katholischer Kirche blieb seine Stellung trotz seiner kirchentreuen Einstellung infolge guter Beziehungen zu den Trierer Regierungspräsidenten unangetastet. 
Lorenz Kellner zählt zu den bedeutenden katholischen Pädagogen des 19. Jahrhunderts. Neben seinen pädagogischen, administrativen und politischen Aktivitäten hinterließ er auch ein umfangreiches schriftliches Werk. Mit besonderem Engagement bemühte er sich um die Verbesserung der materiellen und gesellschaftlichen Situation der Volksschullehrer.

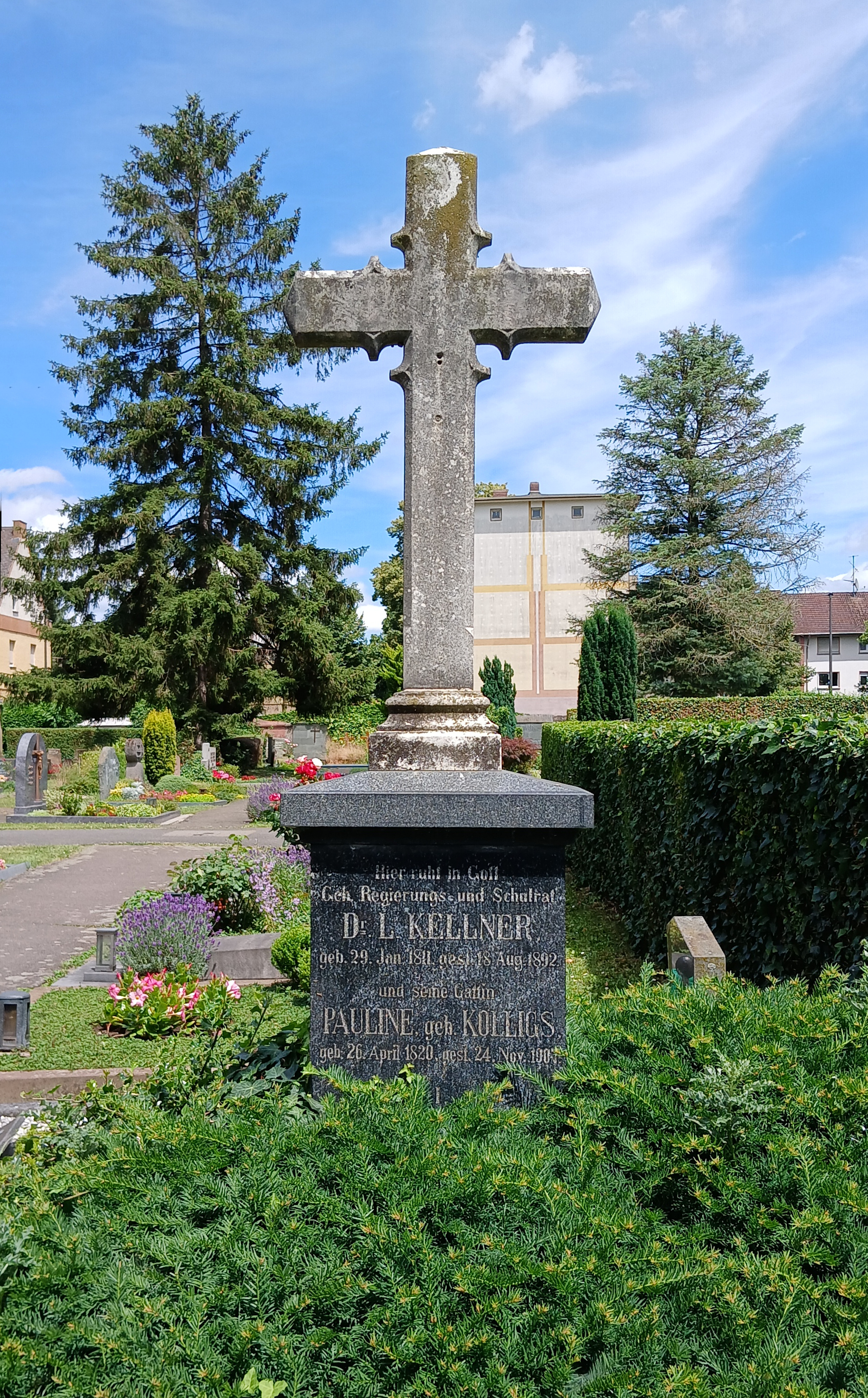
Grabmal auf dem Friedhof St. Paulin in Trier

1892 starb er an den Folgen einer Influenza und wurde auf dem Friedhof der Trierer Pfarrei St. Paulin in einem Ehrengrab beigesetzt.

## Ehrungen
- 1863 verlieh ihm die damalige Königlich Preußische Theologische und Philosophische Akademie Münster die philosophische Ehrendoktorwürde.
- Er wurde mit dem preußischen Königlichen Kronen-Orden 2. Klasse ausgezeichnet.
- Der Katholische Lehrerverband ernannte ihn 1891 zum Ehrenmitglied.
- In seinem Geburtsort Kalteneber und in Trier wurde jeweils eine Lorenz-Kellner-Straße nach ihm benannt.
- In Heiligenstadt tragen eine Grundschule und eine Regelschule seinen Namen.[1][2]

## Schriften
- Praktischer Lehrgang für den gesamten deutschen Sprachunterricht. 4 Bände, Erfurt 1837–1840.
- Zur Pädagogik der Schule und des Hauses. (Aphorismen) Essen 1850.
- Pädagogische Mitteilungen auf dem Gebiete der Schule und des Lebens. Essen 1853.
- Volksschulkunde. Essen 1855.
- Skizzen und Bilder aus der Erziehungsgeschichte. 3 Bände, Essen 1862.
- Kurze Geschichte der Erziehung und des Unterrichts. Freiburg 1877.